# Battle Hymns (The Suicide Machines)
Battle Hymns is het tweede studioalbum van de Amerikaanse punkband The Suicide Machines. Het album werd uitgegeven op 7 april 1998 via Hollywood Records op cd, cassette, en in tegenstelling tot het debuutalbum Destruction by Definition (1996) ook gelijk op lp. Het werd in 2013 heruitgegeven op lp door Asbestos Records.
Battle Hymns is het tweede en laatste studioalbum van de band met drummer Derek Grant, die het jaar daarop de band verliet.

## Singles
Er werd een single uitgegeven voor het nummer "Give", waar ook een videoclip voor werd gemaakt. "Give" verscheen in de soundtrack van de film Brink! (1998), die werd uitgegeven door Disney Channel. Het album zelf bereikte de 127ste plaats in de Billboard 200-hitlijst.
In 2013 werd de single "Battle Hymns" uitgegeven, waarvan de hoes qua ontwerp is afgeleid van de hoes van Battle Hymns. De single bevat echter geen nummers die op dit album verschenen zijn, maar werd als extra single uitgegeven bij de heruitgave van het album door Asbestos Records in 2013. Achtergrondzang voor het nummer "Hate Everything" werd verzorgd door rapper Ice-T.

## Nummers
| 1. "Someone" - 1:34 2. "Hating Hate" - 1:04 3. "Give" - 2:19 4. "Hope" - 1:26 5. "Black & White World" - 1:52 6. "Numbers" - 0:53 7. "High Society" - 1:57 8. "Pins and Needles" - 0:50 9. "Confused" - 2:07 10. "DDT" - 1:05 11. "Punck" - 0:04 | 1. "Step One" - 1:12 2. "In the End" - 2:04 3. "Face Another Day" - 1:47 4. "What You Say" - 1:00 5. "Speak No Evil" - 1:52 6. "Empty Room" - 2:12 7. "Independence Parade" - 1:52 8. "Sympathy" - 1:48 9. "Strike" - 1:17 10. "Sides" - 1:18 11. "Jah" - 0:05 | "Battle Hymns" 1. "Hate Everything" 2. "What's the Difference" |

## Band
- Jason Navarro - zang
- Dan Lukacinsky - gitaar, achtergrondzang
- Royce Nunley - basgitaar, achtergrondzang
- Derek Grant - drums